# Нижняя Золотица
Нижняя Золотица — деревня в Приморском районе Архангельской области. Входит в состав Талажского сельского поселения.

## География
Деревня находится на берегу реки Зимняя Золотица, недалеко от места впадения в Двинскую губу, на расстоянии 124 км (по прямой) к северо-западу от города Архангельск, административного центра района и области.

### Климат
Климат умеренно-континентальный, морской с продолжительной зимой и коротким прохладным летом. Зима длинная (до 250 дней) и холодная, с температурой воздуха до —26 °С и сильными ветрами. Средняя температура января —15 °С. Лето прохладное, средняя температура июля +16 °С. Осадков от 400 до 600 мм в год. В среднем за год около 27 % всех осадков выпадает в виде снега, 55 % в виде дождя и 12 % приходится на мокрый снег и снег с дождем. Характерна частая смена воздушных масс, поступающих из Арктики и средних широт. Погода крайне неустойчива. Длина светового дня колеблется от 3 часов 30 минут (22 декабря) до 21 часа 40 минут (22 июня).

### Часовой пояс
Деревня Нижняя Золотица, как и вся Архангельская область, находится в часовой зоне МСК (московское время). Смещение применяемого времени относительно UTC составляет +3:00.

## Население
| 2002 | 2010 | 2012 |
| ---- | ---- | ---- |
| 129  | ↘119 | ↘81  |

### Национальный состав
Согласно результатам переписи 2002 года, в национальной структуре населения поморы составляли 64 % из 129 чел., русские — 31 %.

## Инфраструктура
В деревне действует отделение Почты России.

## Достопримечательности
В деревне находится Церковь Антония Сийского.